# Vocal semioberta posterior no arrodonida
La vocal semioberta posterior no arrodonida és un fonema que es representa com a [ʌ] a l'AFI i que està present en llengües com l'anglès o el coreà, entre d'altres. En algunes llengües apareix com a variant dialectal de la vocal quasioberta central.

## Característiques
- És una vocal perquè no hi ha interrupció en el pas de l'aire
- La seva articulació és posterior, ja que la llengua es mou cap a la part del darrere del paladar
- És una vocal no arrodonida perquè els llavis s'obren en arricular-la

## En català
- En català es troba com a realització de a àtona final en el Solsonès.